# Mosquita y Mari
Pour plus de détails, voir Fiche technique et Distribution.
Mosquita y Mari est un film américain réalisé par Aurora Guerrero, sorti en 2012, qui raconte la relation de deux adolescentes chicanas dans un quartier de Los Angeles. Le film le raconte avec beaucoup de délicatesse et de tendresse leurs difficiles batailles pour être elles-mêmes tout en remplissant leurs obligations envers les autres, et en devant faire face aux peurs de leurs parents, aux nécessités économiques, aux codes sociaux, notamment en matière de sexualité.

## Synopsis
Lorsque Yolanda Olveros rencontre sa nouvelle voisine Mari Rodriguez, tout ce qu'elles voient l'une chez l'autre, ce sont leurs différences.La première, bonne élève, réalise loyalement le rêve de réussite scolaire de ses parents, qui travaillent durs et ne la laissent pas s'intéresser à autre chose. La seconde ne croit plus dans sa possibilité de réussir scolairement et préfère l'espace de la rue pour tenter d'aider sa mère à joindre les deux bouts par des petits boulots, tout en essayant d'arracher quelques plaisirs, tels que vélo et bravade. Dans leur condition difficile de filles d'immigrés mexicains à Huntington Park, un quartier de Los Angeles, elles explorent et découvrent peu à peu la relation qui naît entre elles.

## Fiche technique
- Titre : Mosquita y Mari
- Réalisation : Aurora Guerrero
- Scénario : Aurora Guerrero
- Producteur :
- Production : Indion Entertainment Group
- Musique :
- Langue d'origine : Espagnol, Anglais
- Pays d'origine :  États-Unis
- Genre : Drame, romance saphique
- Lieux de tournage :
- Durée : 85 minutes (1 h 25)
- Date de sortie :
- États-Unis 22 janvier 2012 (Festival du film de Sundance)
- Taïwan 13 octobre 2012 (Women Make Waves)
- Danemark 22 octobre 2012 (MIX Copenhagen)
- Hong Kong 18 novembre 2012 (Festival du film lesbien et gay de Hong Kong)
- Suède 25 janvier 2013 (Festival international du film de Göteborg)
- Japon 5 juillet 2013 (Tokyo International Lesbian & Gay Film Festival)

## Distribution
- Fenessa Pineda (en) : Yolanda Olveros
- Venecia Troncoso : Mari Rodriguez
- Joaquín Garrido (en) : Monsieur Olveros
- Laura Patalano : Madame Olveros
- Dulce Maria Solis : Madame Rodriguez
- Marisela Uscanga : Vicky
- Melissa Uscanga : Vero
- Omar Leyva : monsieur Galvez
- Armando Cosio : Don Pedro
- Tonita Castro : Dona Herlinda
- Paul Alayo : Pablo
- Virginia Montero : la gérante du Photoshop
- Samy Zaragoza : Olivia
- Johnny Rios : Marlon
- Annie McKnight : la garde de sécurité

## Distinctions
- Queer Award au festival du film LGBT de Turin
- Prix du public au 12e Festival du film Pink Apple de Zürich 2012[2]